# スズキ・イクエーター
イクエーター（EQUATOR）は、日産自動車が製造しスズキが販売していたミッドサイズピックアップトラック（ライトトラック）である。

## 概要
2008年のシカゴオートショーで初展示され、2009年モデルとして、2008年末から発売された。
スズキと日産の相互供給により、2005年モデルで登場したD40型系日産・フロンティアがスズキにOEM供給される事になった。スズキとしてはマイティボーイ以来、約20年ぶりとなる久々のボンネットトラックである。
シングルキャブは設定されず、2ドアのエクステンディッドキャブと4ドアのクルーキャブの2種類が用意され、クルーキャブの4WDではロングベッドも設定。
エンジンは、日産製2.5 L直列4気筒のQR25DEと4.0 LV型6気筒のVQ40DEの2種類。トランスミッションは5速MTと5速ATで、フロンティアにある6速MTの設定はない。
基本的にはフロンティアと同じ車であるが、フロントがやや丸みを帯びたデザインとなり、フロンティアよりも全長が若干長くなっている。
2012年12月、4輪部門の北米市場撤退により販売終了。

## 車名の由来
「EQUATOR」は、英語で「赤道」を意味する。